# Der unglaubliche Hulk (Fernsehserie)
Der unglaubliche Hulk (Originaltitel: The Incredible Hulk) ist eine US-amerikanische Science-Fiction-Serie, die von 1978 bis 1982 mit Bill Bixby (als Dr. David Banner) und Lou Ferrigno (als Hulk) in den Hauptrollen gedreht wurde. Die Serie basiert auf den Marvel Comics „The Incredible Hulk“ von Stan Lee und Jack Kirby und wurde auch als Zeichentrickserie verfilmt. Sechs Jahre nach dem Ende der Serie entstanden noch drei Hulk-Fernsehfilme mit Ferrigno und Bixby in den Hauptrollen. Ein sich stets wiederholendes Element der Serie war das Aufreißen von Banners Hemd während der Verwandlung in den Hulk. 1977 entstand zunächst mit Der unglaubliche Hulk  (The Incredible Hulk) der Pilotfilm.

## Handlung
Der Wissenschaftler Dr. David Banner wird während eines Experiments in einem Labor mit einer Überdosis Gammastrahlen radioaktiv verstrahlt. Seitdem verwandelt sich Banner in Stresssituationen in ein Monster mit unglaublichen Kräften: Hulk.
Das Wesen hat grüne Haut, grüne Haare, weiße Augen und kann nicht sprechen. Nach seinen Verwandlungen kann sich der Wissenschaftler allerdings an nichts mehr erinnern, was er als mutiertes Monster angerichtet hat. Dr. Banner wird nach der Explosion seines Forschungslabors für tot erklärt und reist auf der Suche nach Heilung durch die Vereinigten Staaten, kann sich jedoch wegen seiner regelmäßigen Verwandlungen in den Hulk nirgendwo lange aufhalten. Zudem wird er von Beginn an von dem Sensationsreporter Jack McGee verfolgt, der unbedingt das Geheimnis des grünen Hünen lüften möchte. Dennoch vermag David es trotz oder gerade wegen seiner Verwandlungen und seinen Kenntnissen als Arzt notleidenden Menschen, denen er auf seiner Reise begegnet, zu helfen. Einige Male steht David kurz vor der Heilung, jedoch wird der Erfolg jedes Mal durch Bösewichter oder ungeplante Ereignisse zunichtegemacht. Zudem nimmt David in nahezu allen Episoden jeweils einen anderen Job an, um seine Weiterreise zu finanzieren. In der ersten Staffel begegnet er unter anderem einem Boxer, einer werdenden Mutter, einer Truckerin, einer Reporterin, einem skrupellosen Arzt, einer gutmütigen Bardame und natürlich immer wieder McGee. David kann ihm aber trickreich oder durch seine Verwandlungen immer wieder gerade noch rechtzeitig entkommen (Dies entwickelt sich im Laufe der Serie zu einer Art Running Gag). In der zweiten Staffel, wo er unter anderem auf seine Nichte (die ihn aber nicht erkennt), Indianer, Dr. Fields (die seine zweite Frau wird), einen Karate-Meister, einen Doppelgänger von David und einen Hulk-Imitator trifft, kommt David McGee besonders gefährlich nahe (Im Zweiteiler „Mit McGee unterwegs“), was aber durch den Gesichtsverband, den der Wissenschaftler trägt, vor McGee verborgen bleibt. Zudem kommt David durch eine Pflanze erstmals einer Heilung nahe („Jäger der Steinzeit“). In selbiger Episode wird auch Hulks Ursprung in Form eines Prä-Hulks (Ebenfalls von Lou Ferrigno gespielt) erforscht. In der dritten Staffel zieht es David unter anderem nach Hause zu seiner Familie, des Weiteren trifft er auf einen Magier (gespielt von Ray Walston, Serienpartner aus „Der Onkel vom Mars“), einem Rocker, ein älteres zankendes Pärchen, einer Hellseherin, einen gutmütigen kleinen Gauner und weitere Freunde und Feinde. Die vierte Staffel ist die aufwändigste und teuerste Staffel von allen und bietet zwei gelungene Doppelfolgen. Im Zweiteiler „Prometheus“ kommt David mit Meteoritenstrahlung in Berührung und bleibt mitten in der Transformation stecken. In einem weiteren Zweiteiler („Unheimliche Begegnungen“) trifft David auf einen Mann, der sich ebenfalls in einen Hulk verwandeln kann, der sich aber als gefährlich und tödlich herausstellt (Dieser Hulk könnte eine Art Abomination sein). Des Weiteren trifft David auch hier wieder die verschiedensten Leute, unter anderem einen kleinwüchsigen Sportler, einen Privatdetektiv, einen Modechef, einen Jäger, Fallschirmspringer und einen Bodybuilder (ebenfalls von Lou Ferrigno, in einer Doppelrolle, gespielt). In der fünften und letzten Staffel lernt David unter anderem eine Nonne, einen Kriegsveteranen, einen Baseballsportler und eine Wissenschaftlerin kennen. Die letzte Folge der Serie hat ein offenes Ende, da die Serie mitten in der Produktion der Staffel eingestellt wurde. Erst die drei Nachfolgefilme bildeten den Abschluss der Serie.

## Synchronisation
Die deutsche Synchronfassung entstand bei der FFS Film- & Fernseh-Synchron GmbH, München. Hartmut Neugebauer schrieb das Dialogbuch und führte Regie.
| Figur            | Darsteller                               | Deutscher Sprecher |
| ---------------- | ---------------------------------------- | ------------------ |
| Dr. David Banner | Bill Bixby                               | Ekkehardt Belle    |
| Hulk             | Lou Ferrigno Ted Cassidy, Charles Napier | Originalton        |
| Jack McGee       | Jack Colvin                              | Reinhard Glemnitz  |
| Intro-Sprecher   | Ted Cassidy                              | Hartmut Neugebauer |

## Unterschiede zur Comicvorlage
Im Gegensatz zur Comicvorlage heißt Dr. Banner hier nicht Bruce, sondern David, und wird nicht durch einen Unfall, sondern durch einen fehlgeschlagenen Selbstversuch zum Hulk, der hier bei weitem nicht so übermenschlich groß und stark wie in den Comics ist.
Um die Serie etwas realistischer zu gestalten (viele Comic-Helden tragen Namen mit Alliteration), hat Kenneth Johnson den Namen in David, den Namen seines Sohnes, geändert. Allerdings heißt David mit Zweitnamen Bruce. Dies wird in der Pilotfolge zum Schluss dargestellt, als bei der Beerdigung der Grabstein mit David Bruce Banner gezeigt wird.
Johnson sagte in einem Interview, welches auf der DVD zur zweiten Staffel zu sehen ist, er wollte zudem die Farbe des Hulk von Grün in Rot ändern. Er begründete dies damit, dass die Farbe des Zorns Rot sei, und Rot im Gegensatz zu Grün eine menschliche Farbe ist. Stan Lee lehnte dies jedoch ab, da die grüne Farbe des Hulk sein ikonisches Markenzeichen sei.

## Intro
„Dr. David Banner, Arzt und Wissenschaftler, sucht nach einem Weg, die verborgenen Kräfte zu aktivieren, die in jedem Menschen wohnen. Bei einem Selbstversuch passiert eine Panne. Eine Überdosis tödlicher Strahlung verändert seine Körperchemie. Die Folge ist: Wenn David Banner wütend wird oder die Beherrschung verliert, vollzieht sich eine erschreckende Metamorphose. Das Wesen, das im Zorn übermenschliche Kräfte entwickelt, wird von einem Sensationsreporter verfolgt. [David Banner: Mr. McGee, machen Sie mich nicht wütend. Ich könnte sehr böse werden, wenn Sie mich wütend machen.] Das Wesen wird wegen eines Mordes gesucht, den es nicht begangen hat. David Banner verschwindet und wird für tot erklärt, und er muss die Welt in dem Glauben lassen, dass er tot ist – bis er eine Möglichkeit findet, die unheimlichen Kräfte, die in ihm wohnen, unter Kontrolle zu bringen.“

## Filme
Unter der Regie von Hauptdarsteller Bill Bixby entstanden nach dem Ende der Serie drei Filme, die die Geschichte des Hulk weitererzählen: Die Rückkehr des unheimlichen Hulk (1988), Der unheimliche Hulk vor Gericht (1989) sowie Der Tod des unheimlichen Hulk (1990).
2003 wurde der Stoff von Regisseur Ang Lee unter dem Titel Hulk neu verfilmt. Hulk-Darsteller Lou Ferrigno hat zusammen mit Hulk-Erfinder Stan Lee darin einen Cameo-Auftritt.
Im Jahr 2008 entstand mit Der unglaubliche Hulk ein weiterer Film, diesmal mit Edward Norton als Bruce Banner. Der Film ist der zweite des Marvel Cinematic Universe (MCU). In diesem gibt es ebenfalls Cameo-Auftritte von Lou Ferrigno (Wachmann) und Stan Lee (Limonade trinkende Person). Auch der zu diesem Zeitpunkt bereits verstorbene Bill Bixby ist am Anfang kurz zu sehen (im Fernseher, während Bruce Banner umschaltet).
Seit dem 2012 erschienenen Marvel’s The Avengers wird Hulk bzw. Bruce Banner in allen Filmen des MCUs von Mark Ruffalo verkörpert.

## Veröffentlichungen
Jede der 5 Staffeln ist einzeln auf DVD erschienen. Am 3. April 2020 erschien die komplette Serie auf Blu-Ray, inklusive des Pilotfilms.